# АгромашХолдинг
 АТ «Агромашхолдинг» (Казахстан)  — системоутворююче підприємство казахстанське підприємство, виробник автомобілів і сільгосптехніки.

## Історія компанії
Датою створення заводу прийнято вважати 1982 рік коли відповідно до Постанови Уряду СРСР від 10.12.1979 р. № 1061/313 для виробництва сімейства ліцензійних дизельних двигунів повітряного охолодження конструкторської та технологічної документації фірми «Клекнер-Хумбольд-Дойц» (Німеччина). Будівництво заводу стало можливим завдяки особистій участі нинішнього Президента Республіки Казахстан Нурсултана Назарбаєва, який відстояв це рішення в Раді Міністрів СРСР.
1982—1992 роки — будівництво та створення потужностей в обсягах 1 черги заводу — 20 тисяч двигунів «Урал-744» в рік.
1992 рік — введені виробничі потужності заводу на 6 тис. Дизельних двигунів на рік. В іншому проект був виконаний на 85 %.
Компанія існує з березня 2003 року, коли «Агромашхолдинг» на аукціоні придбав основні активи збанкрутілого Костанайського дизельного заводу (КДЗ).
У квітні 2004 виробництво запущено. З січня по вересень було випущено продукції понад ніж на 208 млн тенге. До листопада 2004 року на заводі було зібрано 408 двигунів А-01М, А-41. Сума випущеної продукції склала 273 млн тенге.
В 2006 році почалося серійне виробництво нових вузлів і агрегатів двигунів. Була освоєна і поставлена на потік збірка гусеничних тракторів ХТЗ-181 і ХТЗ-181-07 і комбайна «Єнісей-1200-1НМ».
12 вересня 2006 року було підписано контракт з інжинірингової компанією «AVL List GmbH».
Восени 2010 року почалася збірка автомобілів SsangYong з планованою потужністю 7500 автомобілів на рік.
Влітку 2011 року почалося виробництво зернозбирального комбайна «Essil КЗС-760» 6-го класу марки, а також кормозбирального комбайна КСК-600.
У липні стартувала збірка нової моделі SsangYong New Actyon.
25 серпня 2011 року пройшли переговори Президента Н. Назарбаєва з Президентом Республіки Корея Лі Мьон Бак і було підписано ліцензійну угоду про запуск нової лінії дрібновузлового складання (CKD) казахстанських позашляховиків південнокорейської марки SsangYong. За підсумками року було випущено понад 2500 тисяч автомобілів і 500 комбайнів.
16 березня 2012 року — на майданчиках АТ «Агромашхолдинг» стартувало виробництво народного автомобіля Chance. Вартість автомобіля для покупців становитиме від 8 990 у.о. А обсяг виробництва складе в 2012 році більше 3 000 одиниць.
У березні 2013 року було підписано угоду між АТ «Агромашхолдинг» і PSA Peugeot Citroën про випуск на потужностях компанії легкових автомобілів та комерційного транспорту Peugeot за технологією DKD (Disassembled Knock Down). Передбачуваний щорічний обсяг випуску — 4000 автомобілів.

## Моделі

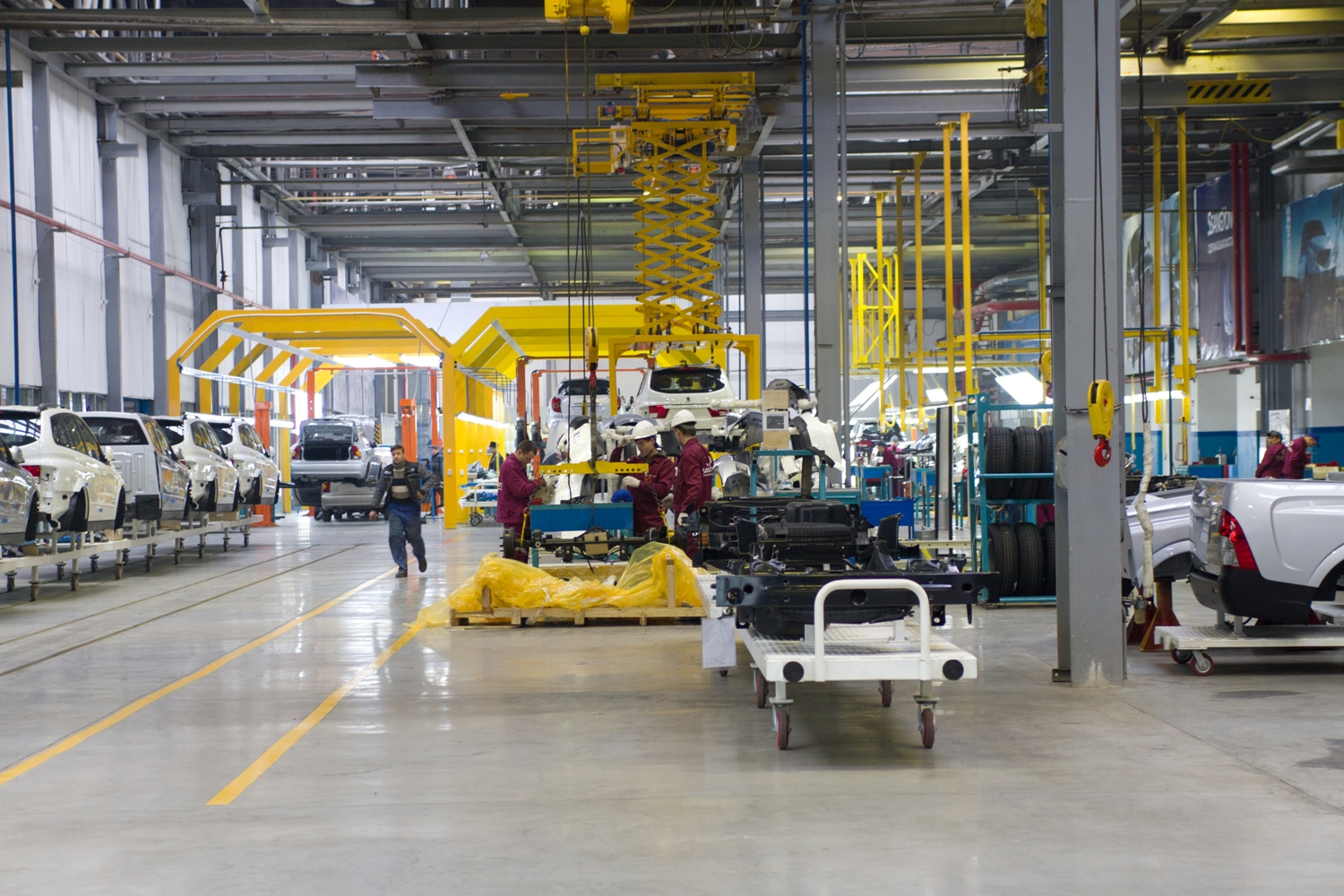
Цех складання автомобілів SsangYong і ZAZ Chance

- Peugeot 301
- Peugeot 2008
- Peugeot 3008
- Peugeot 508
- Peugeot Partner
- SsangYong Actyon
- SsangYong New Actyon
- SsangYong Kyron
- SsangYong Rexton
- SsangYong Rodius
- SsangYong Chairman
- ZAZ Chance

## Галерея автомобілів АгромашХолдинг

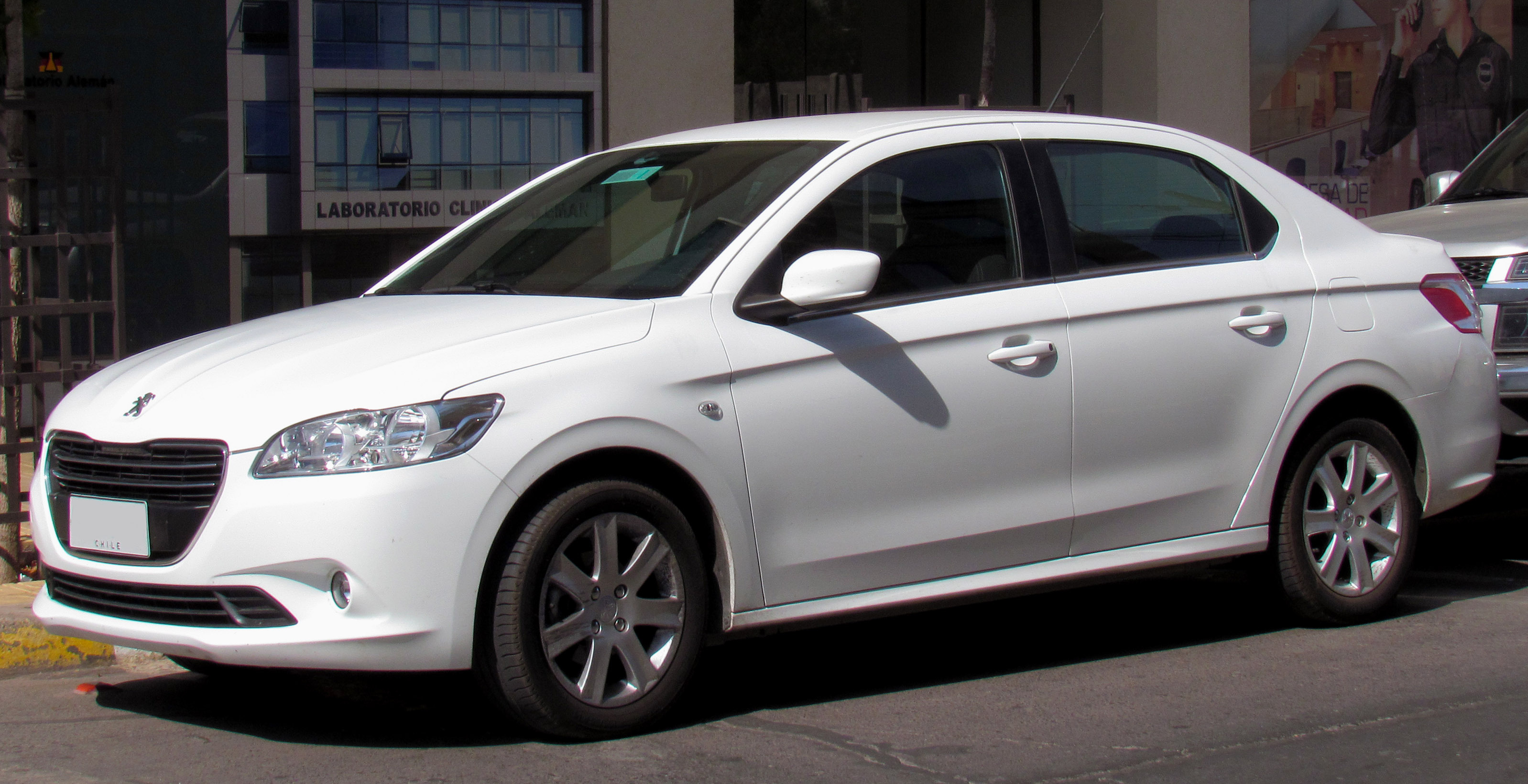
Peugeot 301
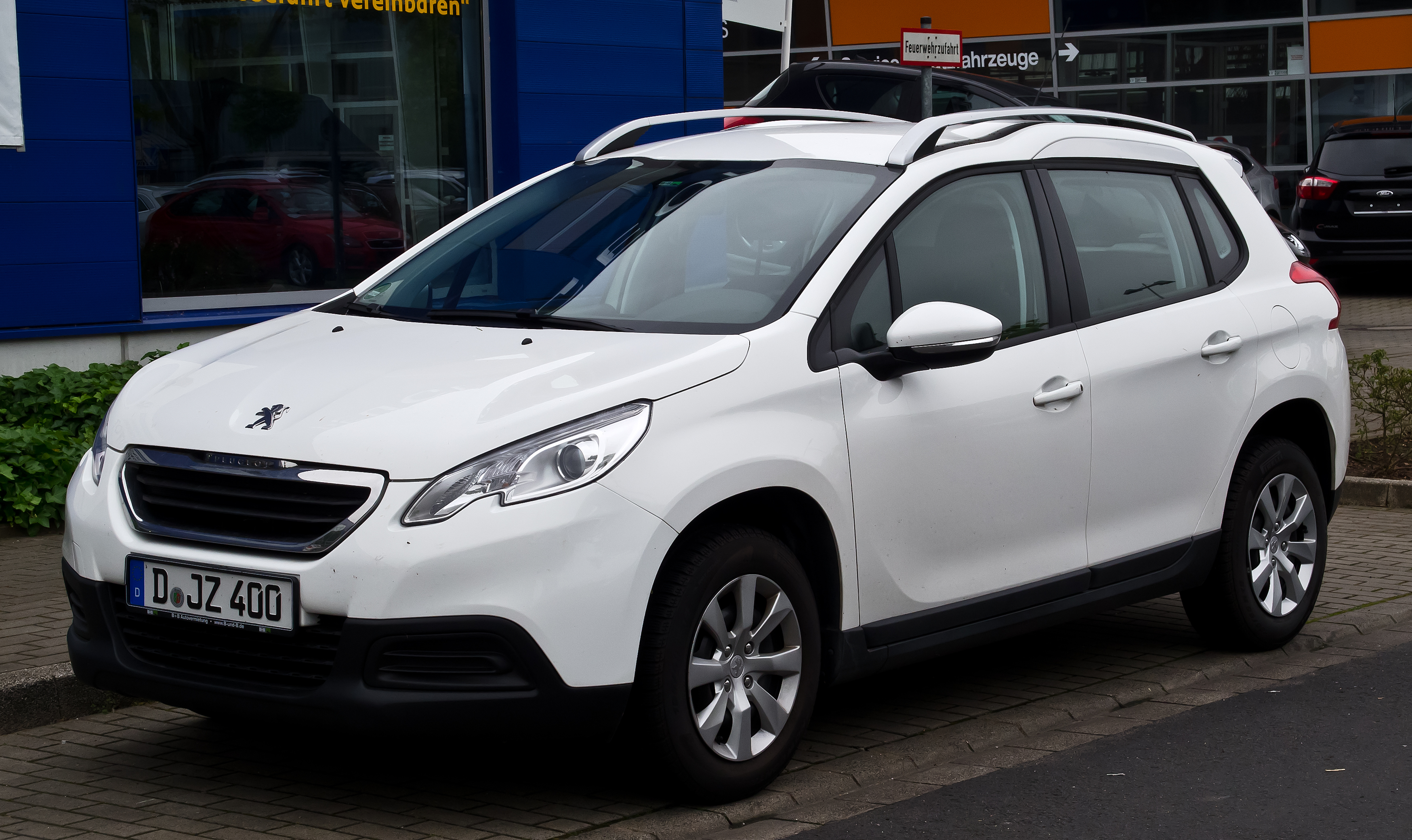
Peugeot 2008
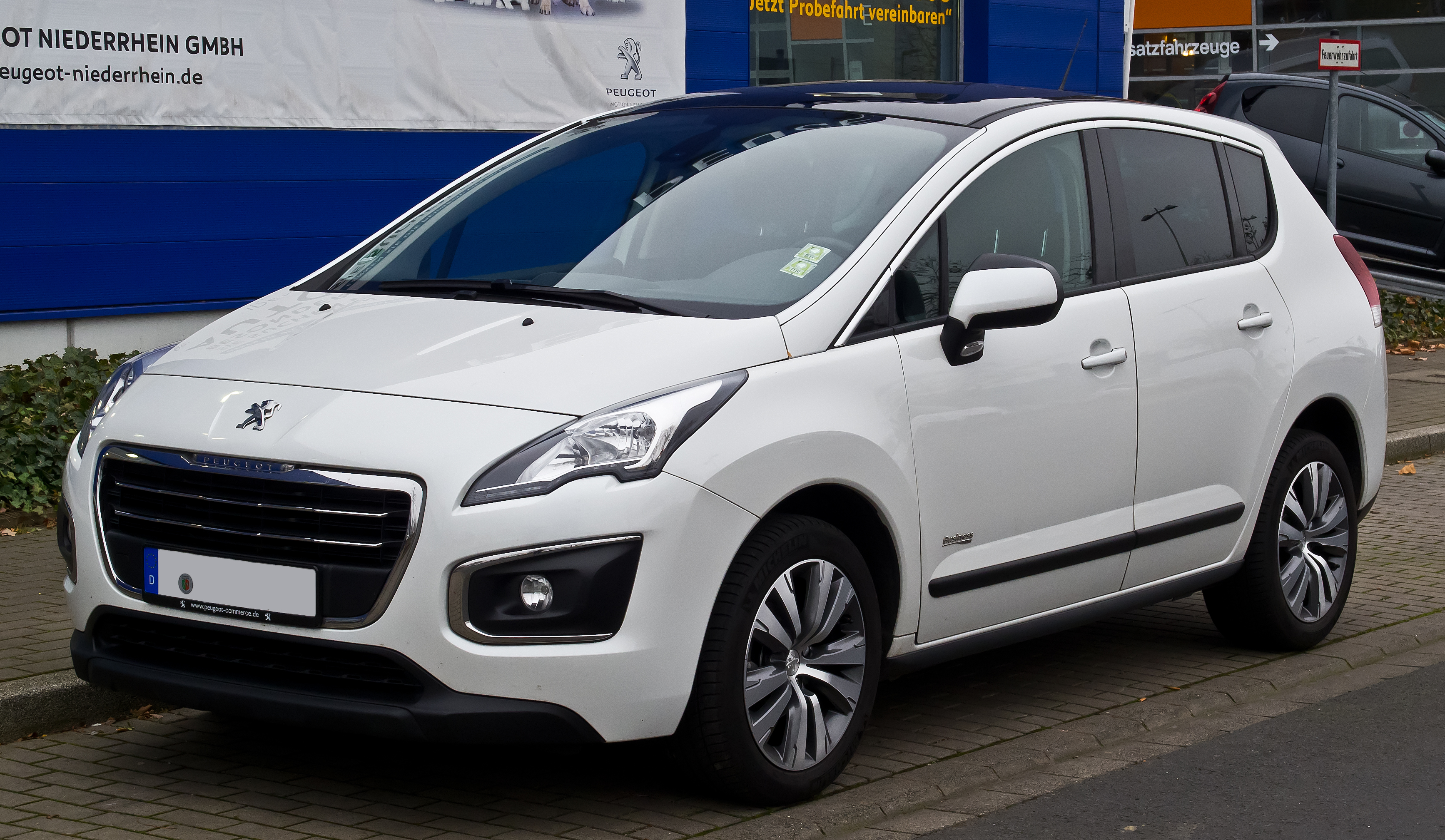
Peugeot 3008
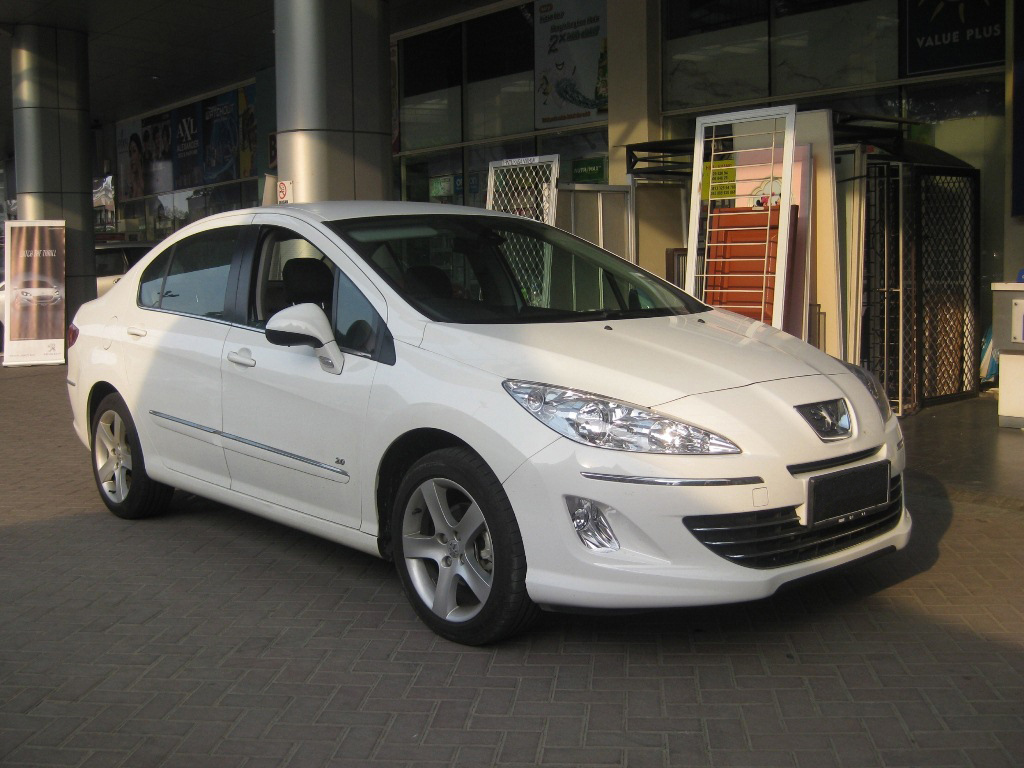
Peugeot 408
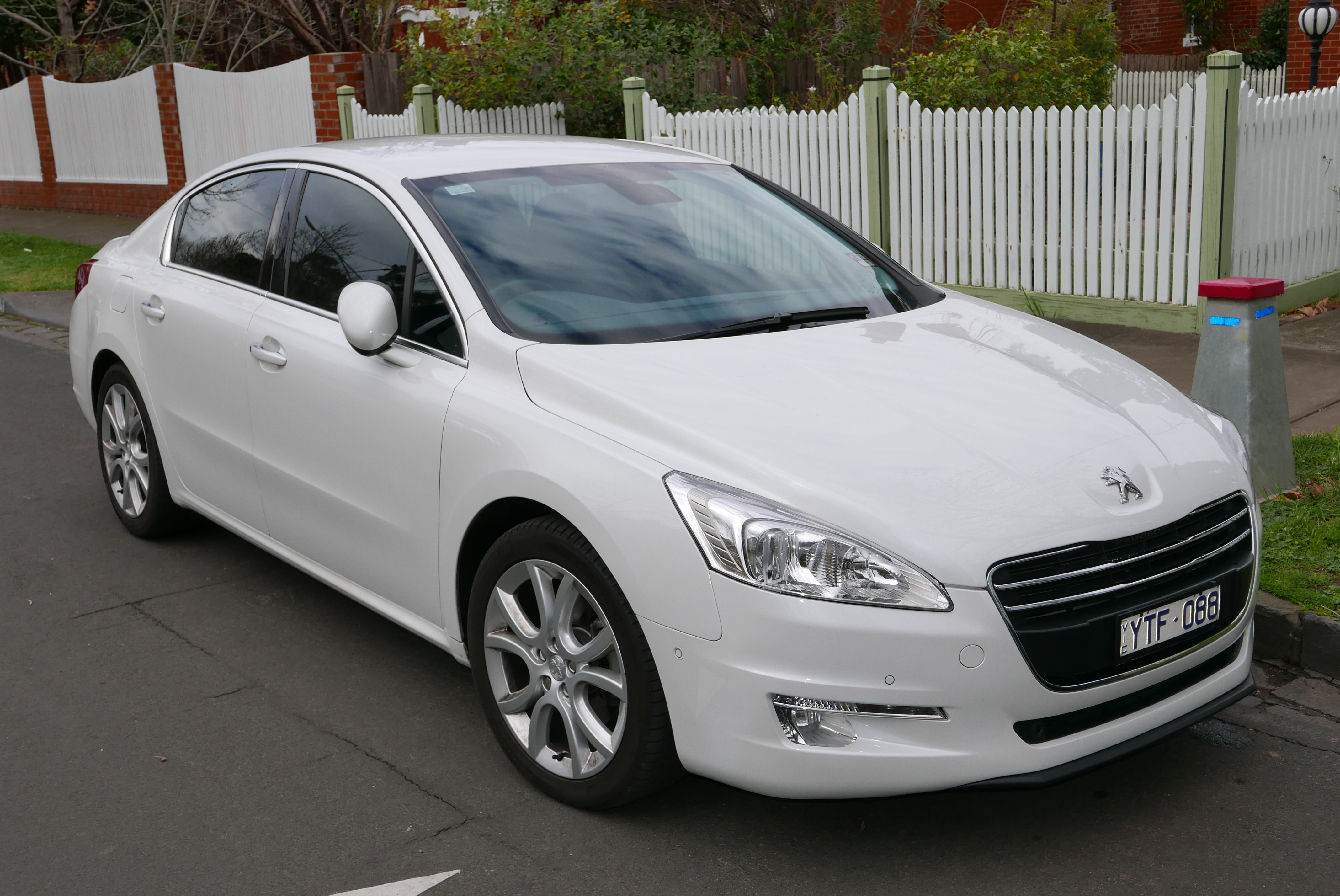
Peugeot 508
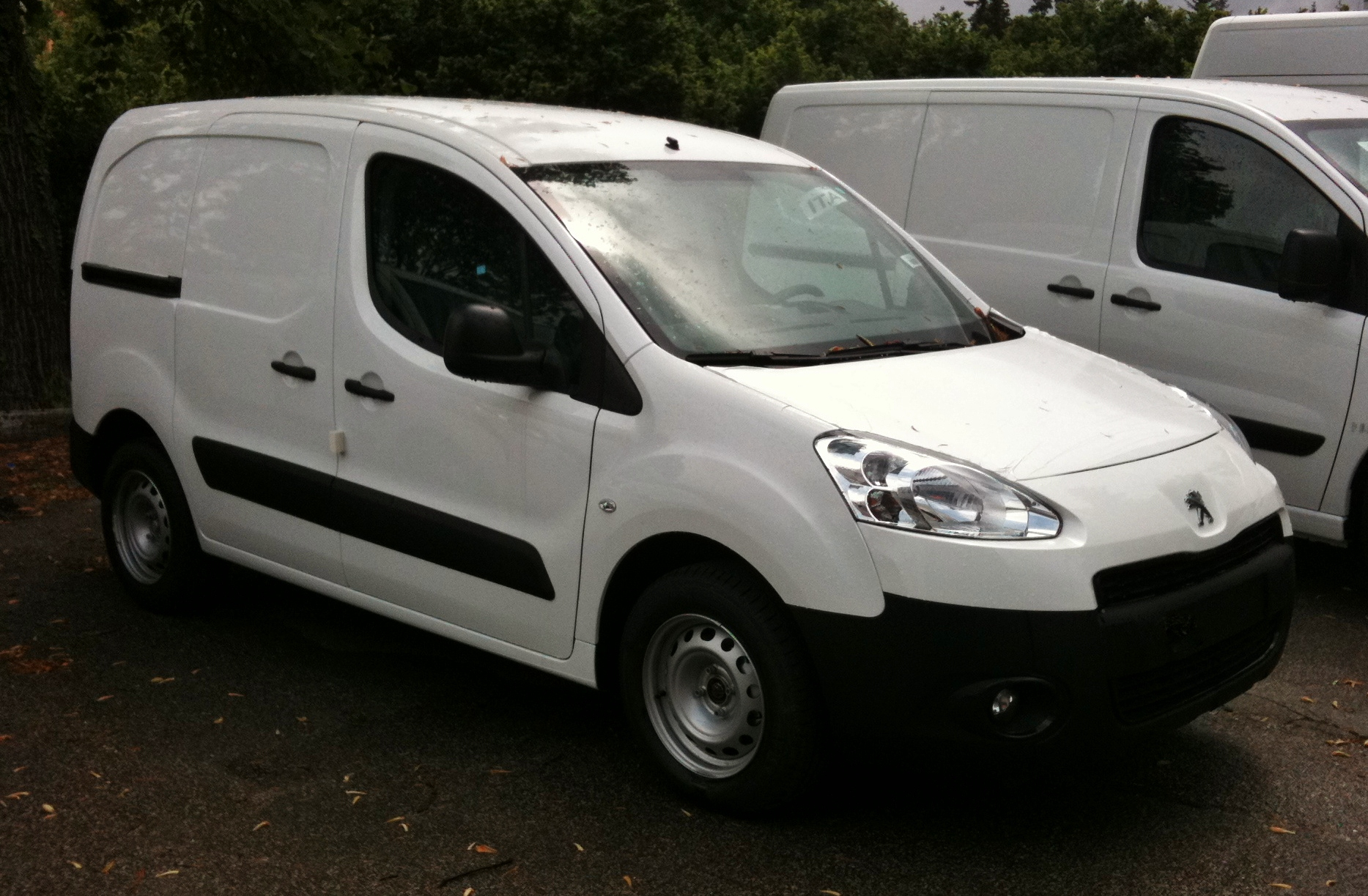
Peugeot Partner
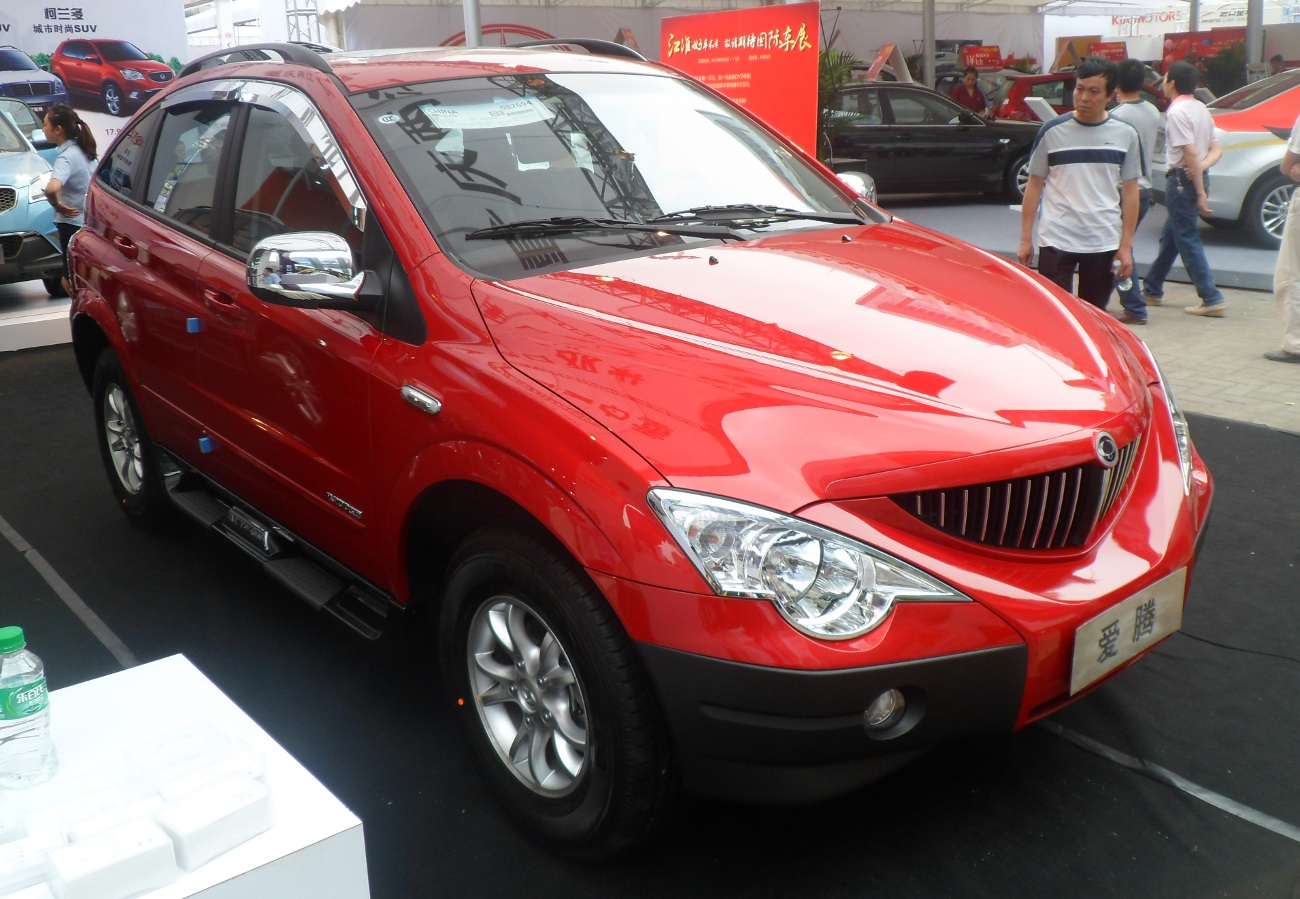
SsangYong Actyon
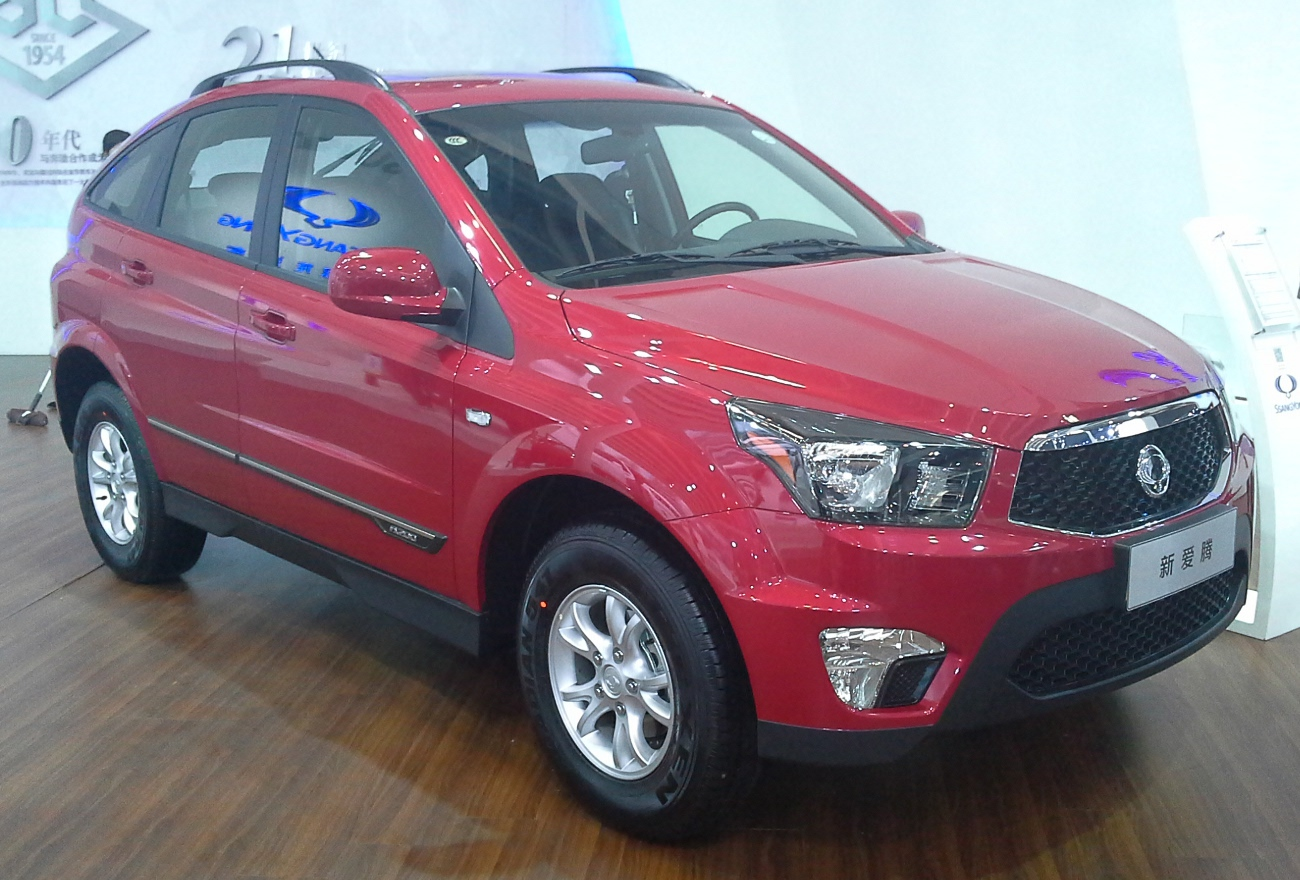
SsangYong New Actyon
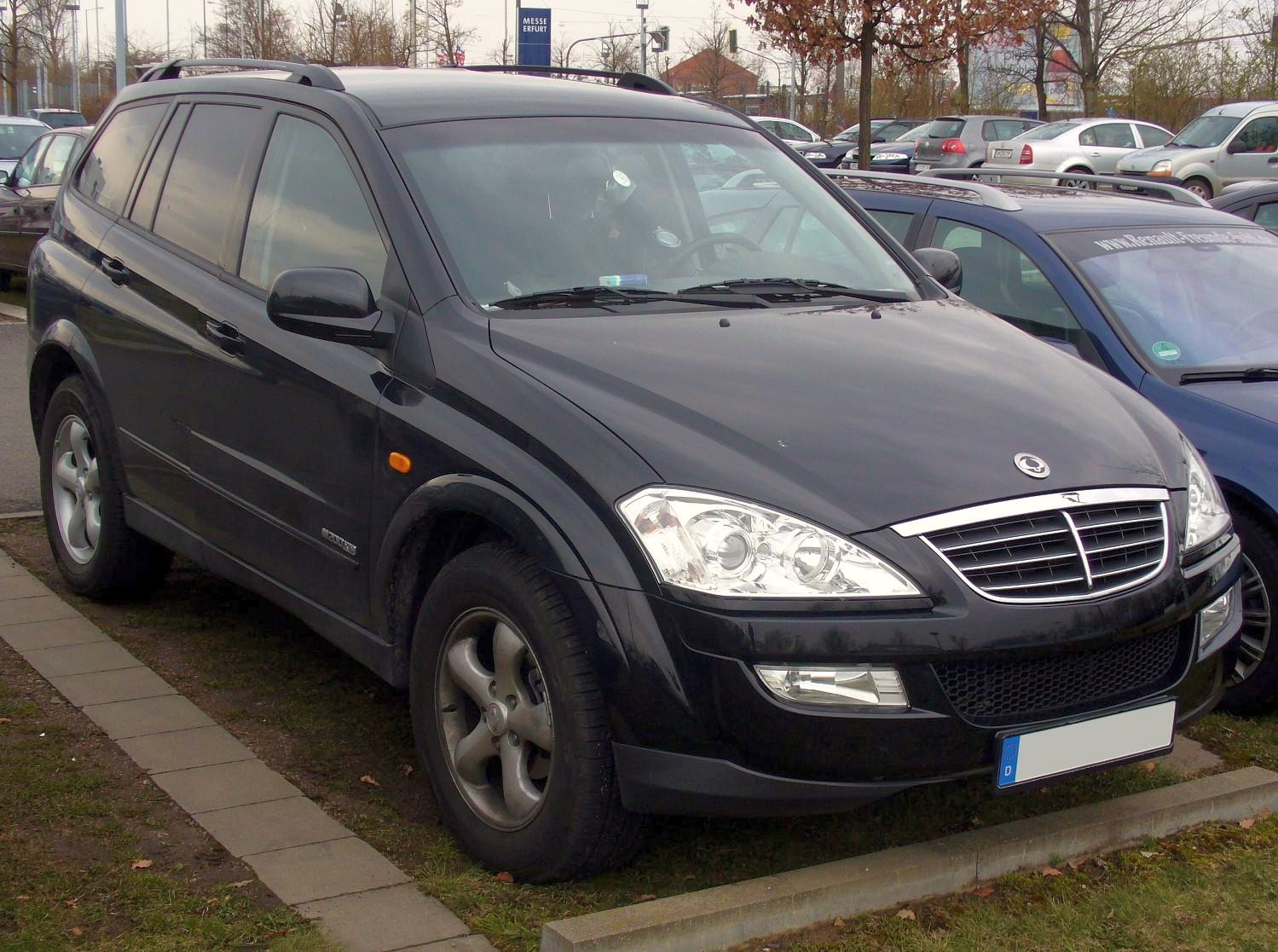
SsangYong Kyron
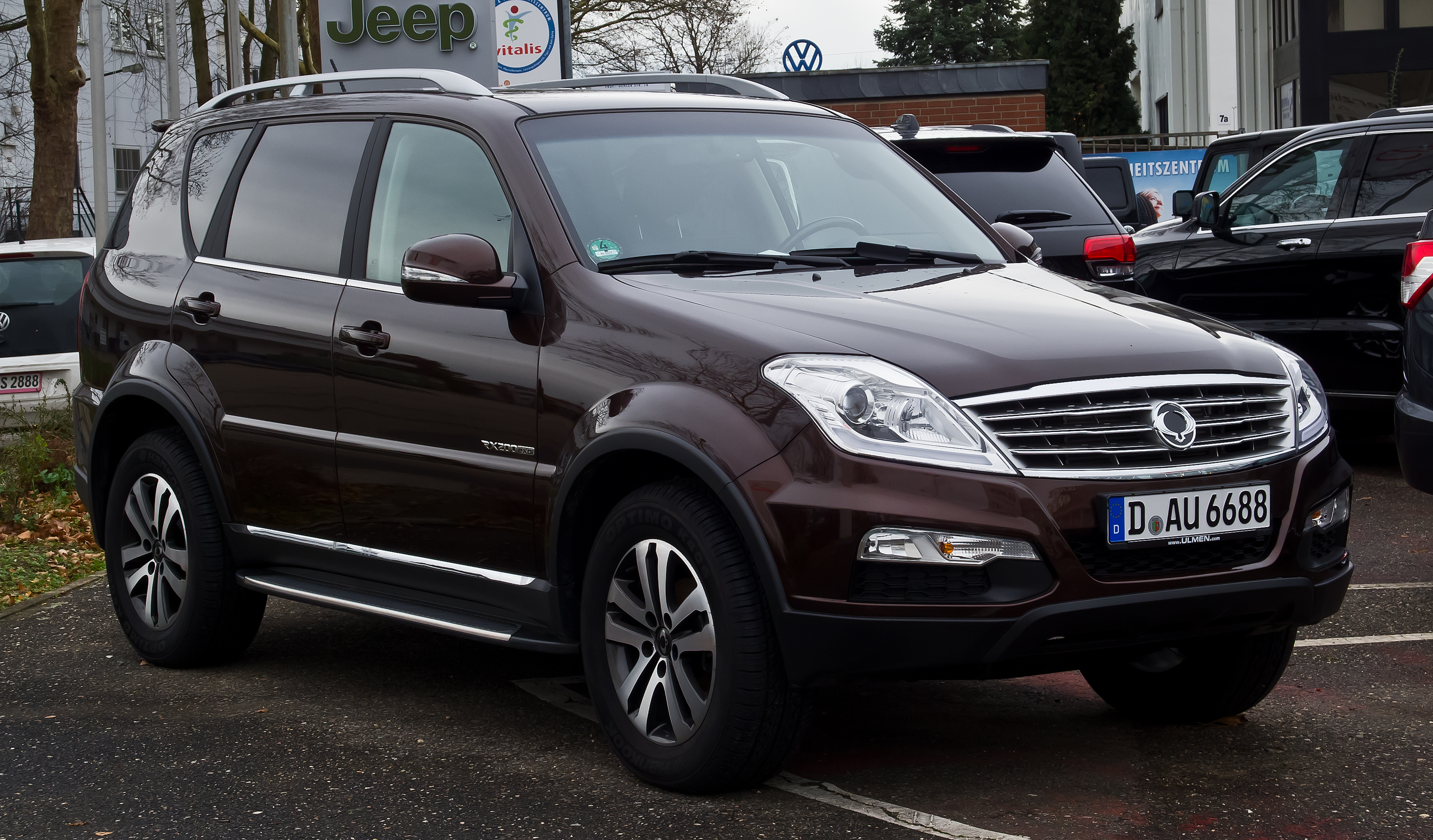
SsangYong Rexton
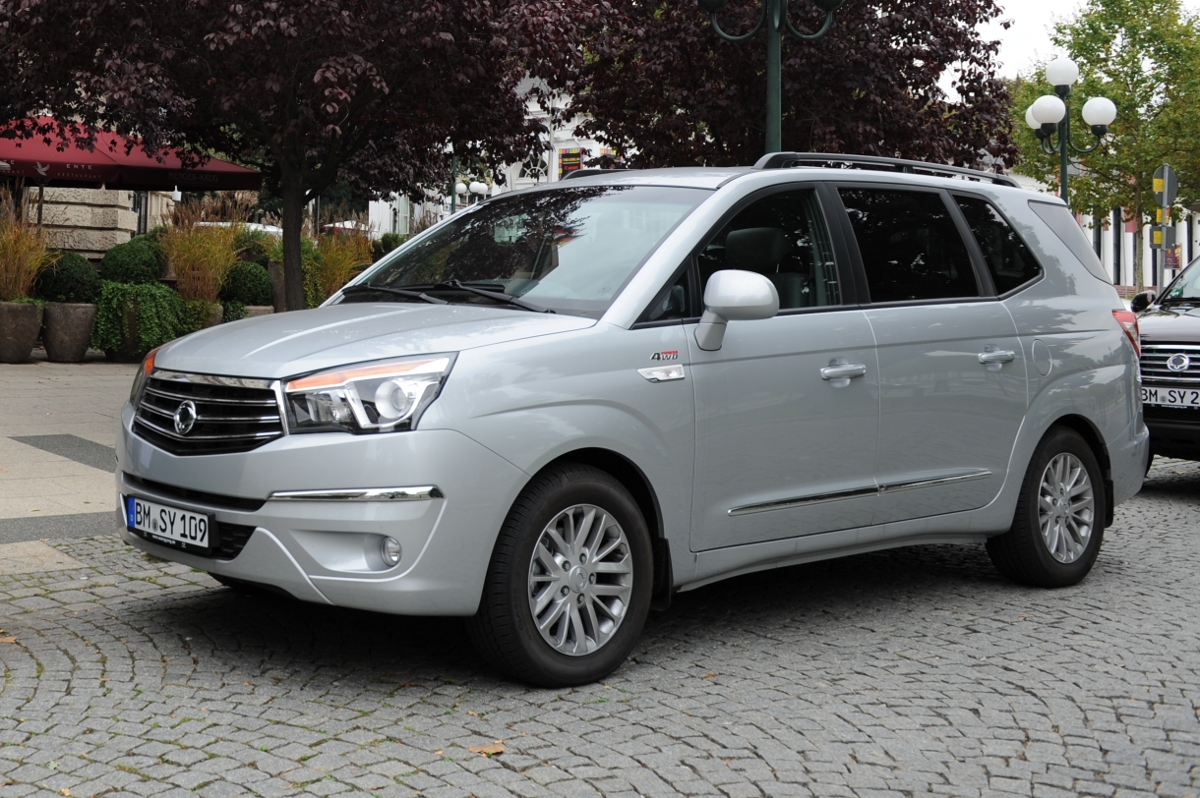
SsangYong Rodius
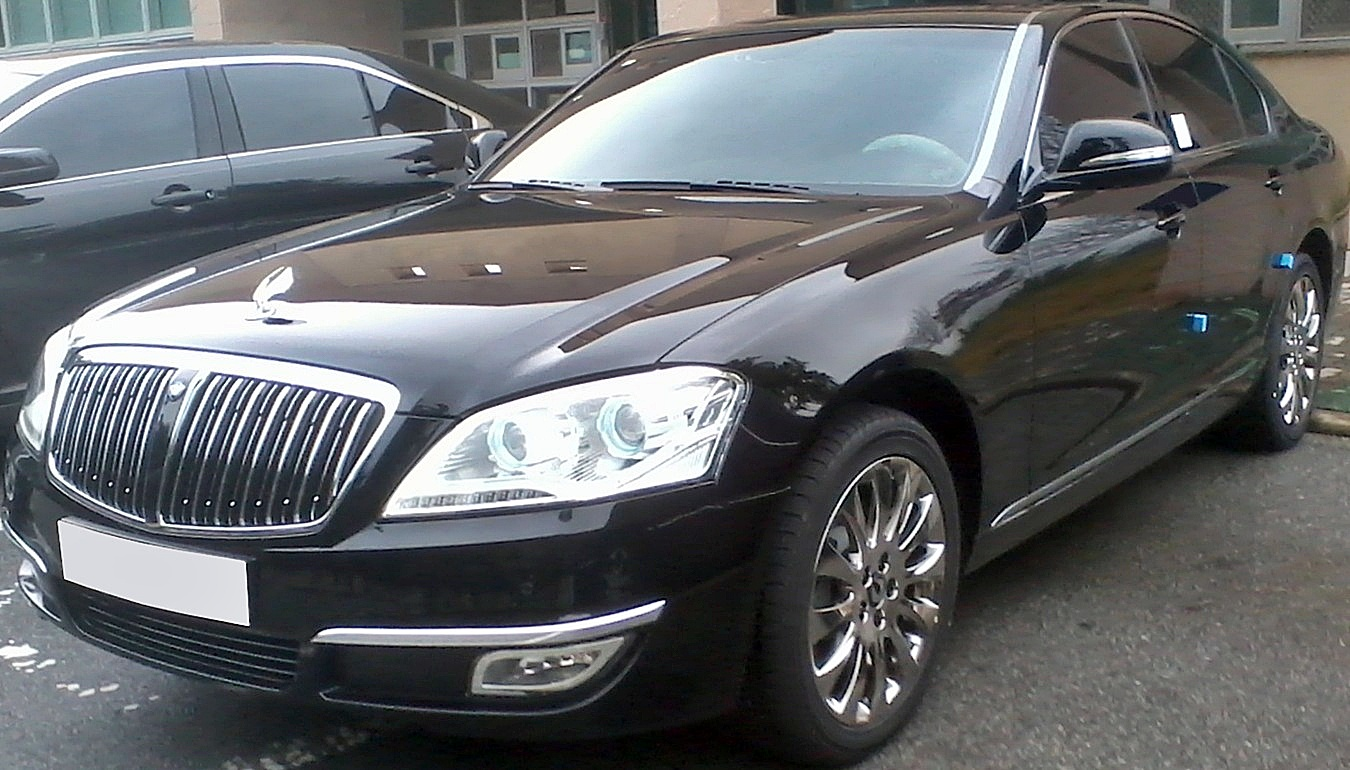
SsangYong Chairman
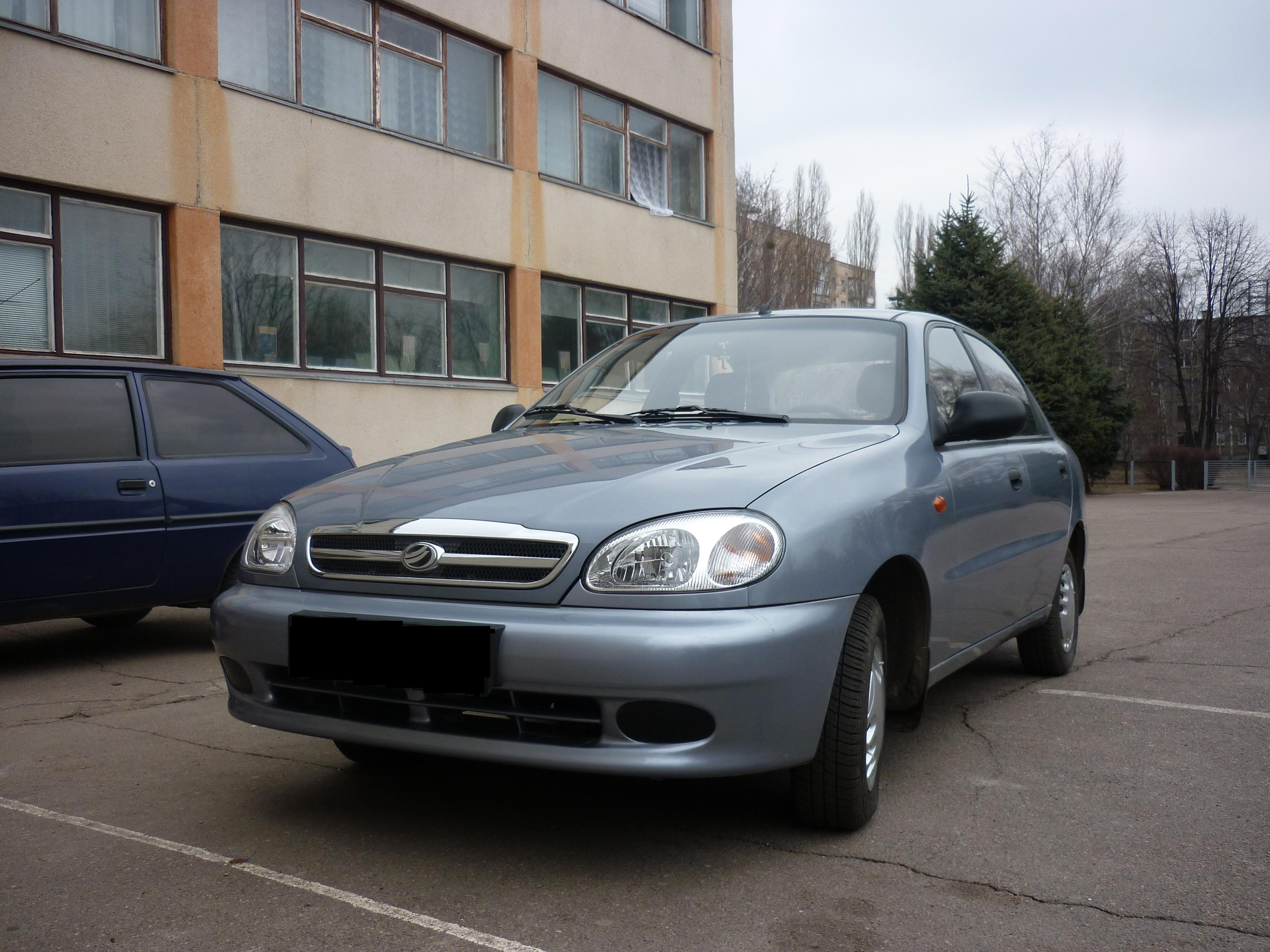
ZAZ Chance